# Hadleycell

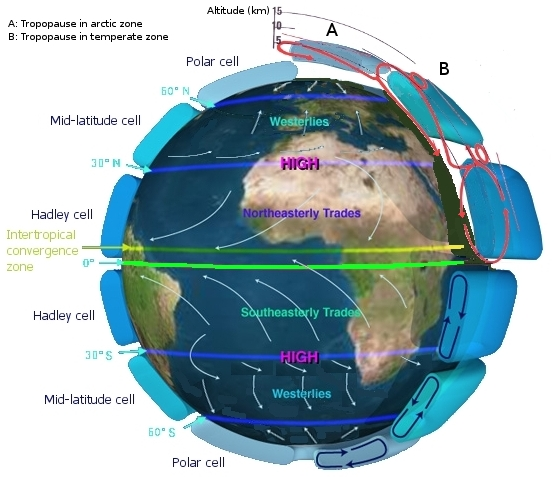
Den globala luftcirkulationen i jordens atmosfär. Hadleycellerna ligger norr och söder om ekvatorn.

En Hadleycell är, inom klimatologi och meteorologi, de cirkulationceller som ligger norr och söder om ekvatorn.
Vid ekvatorn ligger solen i zenit och träffar därför jordens yta i rät vinkel. Detta orsakar ett högtrycksbälte i troposfären vilket leder till att en luftström rör sig mot polerna på omkring 10–15 kilometers höjd. Detta i sin tur orsakar två omgivande lågtrycksbälten. Resultatet är en cirkulation av varm luft på hög höjd från högtrycksbältet och av kall luft på marknivå från lågtrycksbältet.
Hadleycellerna är uppkallade efter dess upptäckare George Hadley.

## Drivande krafter

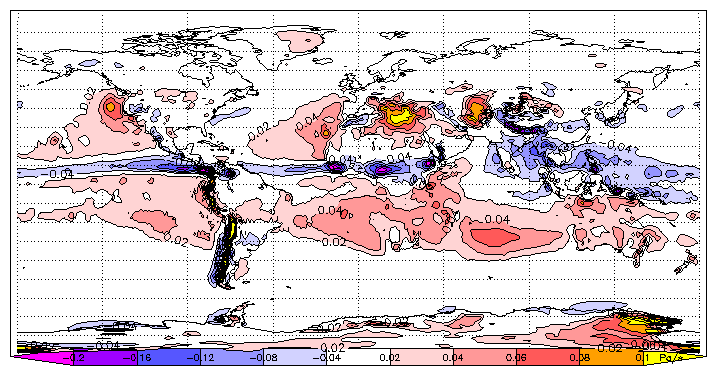
Genomsnittlig vertikal dynamik i juli vid 500 hPa under perioden 1979–2001. Stigande luftmassor (blått) är koncentrerade till ett stråk vid ekvatorn medan den sjunkande luften (rött) är mer utspridd.

Den drivande kraften bakom luftcirkulationen i jordens atmosfär är den värme som solen avger. Denna solinstrålning är som starkast vid ekvatorn och avtar ju närmare polerna man kommer. Energibalansen bevaras genom att varm luft transporteras från ekvatorn till polerna.
Mellan 30°N och 30°S åstadkoms energitransporten genom en relativt okomplicerad luftomsättning med stigande luft vid ekvatorn, polarvindar i tropopausen, sjunkande luft vid vändkretsarna (subtropikerna) och ekvatoriella vindar längs med marken. På högre breddgrader åstadkoms istället som omsättning genom system av lågtrycksområden (cykloner) och högtrycksområden (anticykloner). Varför Hadleycellerna sträcker sig just 30° norr och söder ut är en mycket aktuell frågeställning inom den moderna meteorologin.
I tropopausen gör Corioliskraften att vindarna böjer av österut vilket resulterar i de subtropiska jetströmmarna. De marknära vindarna, kända som passadvindar, blåser västerut. Jordens rotation gör att vindarna pressas samman närmare polerna eftersom jordens radie minskar. Detta gör att vindarnas hastighet i en Hadleycell ökar i riktning mot vändkretsarna för att sedan minska när vindarna vänder mot ekvatorn igen.
Mycket av det vatten som stiger vid ekvatorn kondenserar när luften blåser bort från ekvatorn och den luft som sjunker vid vändkretsarna är därför torr. Den låga relativa fuktigheten orsakas då luften adiabatiskt värms upp då den sjunker till luftområden med högre tryck. Många av världens öknar finns i dessa subtropiska regioner.
Området där luften sjunker kallas hästlatituderna, ett namn som, enligt traditionen, ska bero på den stiltje som sjömän drabbade av där och som tvingade dem att kasta sina hästar över bord för att spara vatten.
Regionen vid ekvatorn där markvindarna möter varandra kallas intertropiska konvergenszonen, ITCZ, och är känd för sina åskoväder och den omfattande nederbörden.

## Upptäckt
I början av 1700-talet började den brittiske advokaten och amatörmeteorologen George Hadley att undersöka orsaken till att passadvindarna på norra halvklotet blåste västerut istället för rakt söderut. Astronomen Edmond Halley, framför allt känd för den komet som bär hans namn, hade tidigare föreslagit en teori som förklarade hur solenergin vid ekvatorn fick vindarna att blåsa norrut. Hans modell kunde dock inte förklara varför vindarna också blåste österut. Hadley var den förste som förstod att det krävdes ett roterande koordinatsystem för att förklara vindarna rörelser. Hadleys förklaring till denna tropiska cirkulation gjorde att fenomenet bär hans namn, även om en sammanhängande teori dröjde ytterligare något sekel då Gaspard-Gustave Coriolis fullständigt kunde beskriva dynamiken.